# Silvia Chivás
Silvia Chivás Baró, kubanska atletinja, * 10. september 1954, Guantánamo, Kuba.
Nastopila je na poletnih olimpijskih igrah v letih 1972 in 1976, leta 1972 je osvojila bronasti medalji v teku na 100 m in štafeti 4×100 m, leta 1976 se je v teku na 100 m uvrstila v polfinale.